# 脈 (曲)
「脈」（みゃく）はDir en greyのメジャー6枚目のシングル。

## 概説
- インディーズ1stシングル「JEALOUS」以来のマキシシングルでのリリースであり、今作からマキシシングルとしてリリースされている。今作の初回特典としてオリジナルステッカーが付属。
- プロデュースに元COLORのギタリスト、TATSUYAを起用している。この推薦はDYNAMITE TOMMYによるものである。
- PVの中ではデビュー当初のようなビジュアルスタイルで撮影しているが、この曲以降はよりソフトに変化していくこともあって、この衣装での撮影は最後となった。映像はDVD「鬼門」で見ることが出来る。

## 曲目
1. 脈
（作詞:京 作曲:Dir en grey）
カニバリズムを題材とした楽曲。重くシャウトを多用した部分と、メロディアスに展開していく部分とが二極端に現れている。またラストがそのまま次の曲「Ash」に繋がる。
アルバム『MACABRE』に収録されるが、マーチのようなイントロが削除され、アウトロが異なったアルバムバージョンである。
シングルリリース前年に行われたライブ「一九九九年十二月十八日（土） 大阪城ホール」で先行披露されており、その模様はライブ映像作品『1999年12月18日大阪城ホール』に収録されている。
2. Ash
（作詞:京 作曲:Die&薫）
インディーズ時代に発売されたオムニバスアルバム『Behind the Mask vol.2』収録曲のリアレンジバージョン。「脈」の終盤から間髪入れずに始まる。過去の音源とは、サビのボーカルラインが異なり、新たな歌詞とCメロ・Dメロの追加されるなどして、曲の尺が若干長くなっている。
3. 脈 (8½ convert)
（convert by 薫） 
薫が手掛けた「脈」のアレンジバージョン。小芝居になっており、キャッチセールスマンが女性に声を掛けているところを女性の彼氏がやってきて、そのまま口論となる、というものである。所々で原曲が使われている。登場人物を演じているのは事務所の人間。また、彼氏の携帯電話の着メロは「脈」である。COUNT DOWN TVエンディングテーマ。リミックス音源では唯一、タイアップが付いた音源である。『鬼門』のDVDにPVが隠しトラックとして収録されている。